# М
Cette page contient des caractères spéciaux ou non latins. S’ils s’affichent mal (▯, ?, etc.), consultez la page d’aide Unicode.
Ne doit pas être confondu avec M.

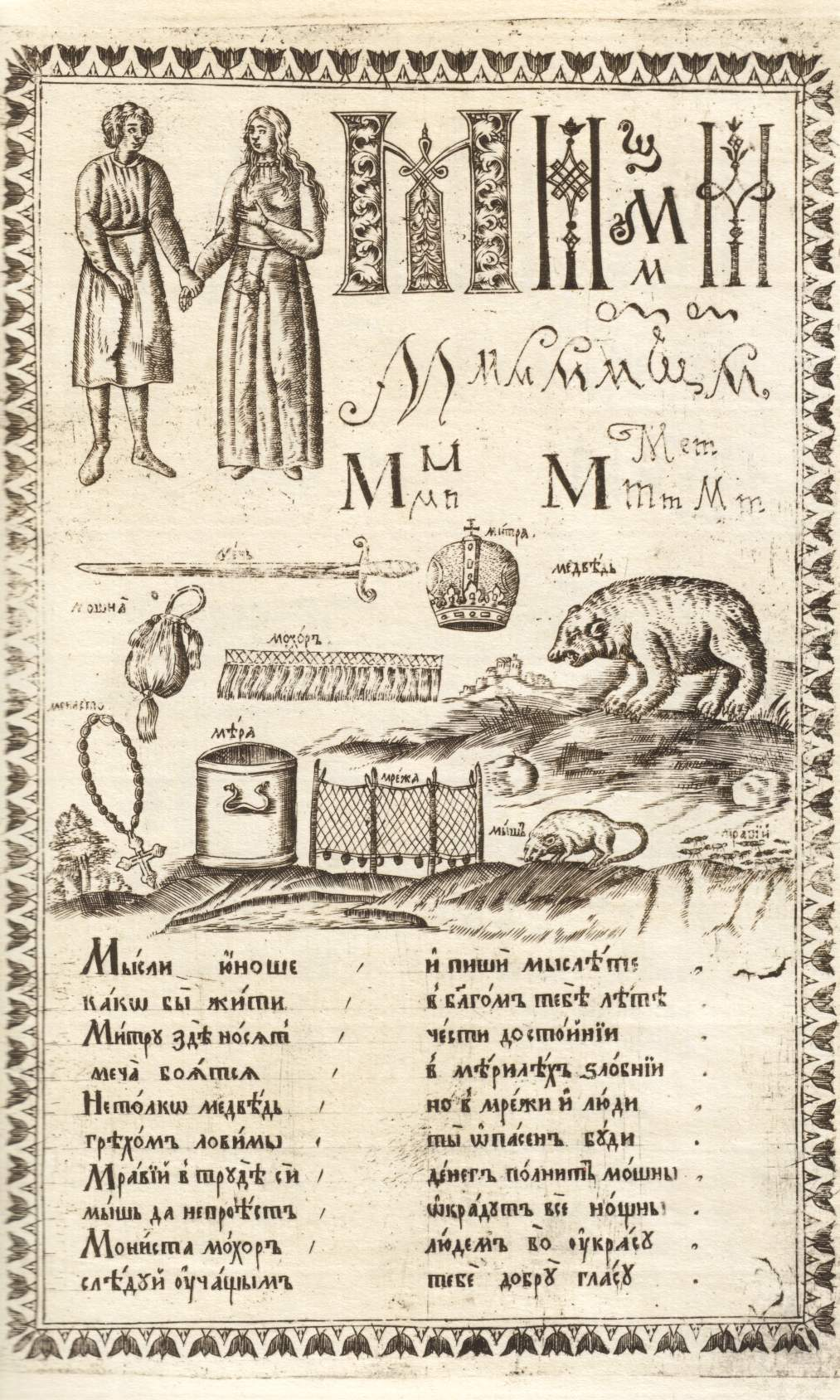
Les formes du em dans l’Alphabet de Karion Istomin de 1694.

Em (capitale М, minuscule м) est une lettre de l'alphabet cyrillique.

## Linguistique
М représente le son /m/.
Sa graphie provient du caractère N35 représentant l'eau (mayim) en hiéroglyphe égyptien via les évolutions du proto-sinaïtique puis du phénicien.

## Représentation informatique
- Unicode :
  - Capitale М : U+041C
  - Minuscule м : U+043C